# Ebru Özkan
Ebru Özkan (Ankara, 18 novembre 1978) è un'attrice turca.

## Biografia
Ebru Özkan ha studiato teatro all'Università di Ankara. Fin dai tempi della scuola ha avuto vari ruoli in importanti lavori, tra cui Giulietta in Romeo e Giulietta. Oltre al teatro, ha fatto carriera in televisione. Si è meritata l'attenzione internazionale per i suoi ruoli nella serie Paramparça. 

### Vita privata
Dal 2016 è sposata col collega Ertan Saban. I due hanno una figlia, Biricik, nata nel 2018.

## Filmografia

### Cinema
- Il platano (Çınar Ağacı), regia di Handan Ipekçi (2011)
- Rüzgârin Hatiralari, regia di Özcan Alper (2015)
- Türkler Geliyor: Adaletin Kilici, regia di Kamil Aydin (2019)
- Bihter - A Forbidden Passion, regia di Caner Alper e Mehmet Binay (2023)

### Televisione
- Gözyasi çetesi – miniserie TV, 9 episodi (2006)
- Kabuslar Evi: Bir Kis Masali, regia di Irmak Çig - film TV (2007)
- Hanimin çiftligi – serie TV, 70 episodi (2009-2011)
- Hayatimin Rolü – serie TV, 19 episodi (2012)
- Not Defteri – serie TV, 13 episodi (2014)
- Paramparça – serie TV, 97 episodi (2014-2017)
- Sahin Tepesi – serie TV, 6 episodi (2018)
- Dottor Hekim - Medico geniale (Hekimoğlu) – serie TV, 51 episodi (2019-2021)
- La zona grigia (Ben Gri) – serie TV, 8 episodi (2022)
- Shahmaran – serie TV, 5 episodi (2023)

## Teatro
- Pandaların Hikayesi (2012)
- Romeo ve Juliet (2008)
- Arzu Tramvayı (2008)
- Atları Da Vururlar (2005)